# Morrens
Pour l’article ayant un titre homophone, voir Morens.
Morrens ([mɔʁɑ̃] ) est une commune suisse du canton de Vaud, située dans le district du Gros-de-Vaud.

## Géographie
Morrens est une commune du Plateau suisse, située au centre du Jorat, dans le district du Gros-de-Vaud, à 1,6 km au nord-est de la gare de Cheseaux-sur-Lausanne, à 5,8 km au sud d'Échallens et à 8 km au nord de Lausanne, sur la route reliant Cheseaux à Froideville,
La commune se trouve près de la rive gauche du Talent, sur un petit plateau qui s'étend entre cette rivière et le plateau inférieur de Cheseaux-Échallens, sur la ligne de partage des eaux entre le Talent (dans le bassin versant du Rhin) et la Mèbre (dans le bassin versant du Rhône), ces deux rivières formant ses frontières nord et sud.[réf. souhaitée].
Le territoire de Morrens, qui comprend les deux quartiers résidentiels de Montelier au nord et du Petit Montelier à l'est du village[réf. souhaitée] et le hameau des Biolettes sur la rive nord du Mèbre[réf. souhaitée], s'étend sur 3,66 km2. Lors du relevé de 2013-2018, les surfaces d'habitations et d'infrastructures représentaient 16,9 % de sa superficie, les surfaces agricoles 64,0 %, les surfaces boisées 20,2 % et les surfaces improductives 0,0 %.
Le signal de Morrens, au sud-ouest de la commune, en est le point culminant avec 721 mètres d'altitude. Au nord, en dessous de la colline, se trouve la forêt du bois aux Allemands.

## Toponymie
Le nom de la commune, qui se prononce /mɔʀã/, se compose d'un nom de personne, dont la forme ne fait pas consensus (peut-être du latin Maurus ou du germanique Maur-), et du suffixe toponymique germanique -ingōs (chez les gens de, chez ceux du clan de).
La première occurrence écrite du toponyme date de 1147, sous la forme de Morrens.
La commune se nomme Morrin en patois vaudois.

## Histoire
Citée pour la première fois en 1147, la commune était cependant habitée depuis bien plus longtemps comme en témoigne la villa gallo-romaine appelée villa de Cheseaux-Le Buy mise au jour à la fin du XIXe siècle et fouillée entre 1998 et 1999 au lieu-dit Le Buy ; outre les fondations de plusieurs bâtiments, un important matériel a été mis au jour dont en particulier une mosaïque qui a été transférée en 1935 à la campagne de Mon-Repos à Lausanne.
Au Moyen Âge, le village de Morrens appartient à l'évêque de Lausanne, puis par la famille de Russin au début du XVIe siècle et à la famille de Saussure dès 1594. L'ensemble de la commune faisait partie du bailliage de Lausanne jusqu'à la révolution vaudoise de 1798.
Jusqu'à sa dissolution, la commune faisait partie du district d'Échallens. Depuis le 1er septembre 2008, elle fait partie du nouveau district du Gros-de-Vaud.

## Population et société

### Gentilé et surnoms
Les habitants de la commune se nomment les Morrennais ou Morranais.
Ils sont surnommés les Ours (lè-z-Or en patois vaudois) et lè Tsôsse Rodze, soit les chausses rouges. Pour le premier surnom, une histoire raconte qu'un habitant a pris de nuit un gros chien pour un ours,.

### Démographie

#### Évolution de la population
Morrens compte 1 172 habitants au 31 décembre 2022 pour une densité de population de 320 hab/km2. Sur la période 2010-2019, sa population a augmenté de 16,3 % (canton : 12,9 % ; Suisse : 9,4 %).  

#### Pyramide des âges
En 2020, le taux de personnes de moins de 30 ans s'élève à 35,6 %, au-dessus de la valeur cantonale (35 %). Le taux de personnes de plus de 60 ans est quant à lui de 23,6 %, alors qu'il est de 21,9 % au niveau cantonal.
La même année, la commune compte 569 hommes pour 585 femmes, soit un taux de 49,3 % d'hommes, supérieur à celui du canton (49,1 %).
| Hommes | Classe d’âge | Femmes |
| ------ | ------------ | ------ |
| 0,4    | 90 ans ou +  | 0,2    |
| 7,6    | 75 à 89 ans  | 8,7    |
| 15,3   | 60 à 74 ans  | 14,9   |
| 18,6   | 45 à 59 ans  | 20,0   |
| 22,5   | 30 à 44 ans  | 20,7   |
| 17,4   | 15 à 29 ans  | 16,2   |
| 18,3   | - de 14 ans  | 19,3   |

| Hommes | Classe d’âge | Femmes |
| ------ | ------------ | ------ |
| 0,5    | 90 ans ou +  | 1,4    |
| 6,1    | 75 à 89 ans  | 8,2    |
| 13,3   | 60 à 74 ans  | 14,3   |
| 21,5   | 45 à 59 ans  | 21,2   |
| 22,0   | 30 à 44 ans  | 21,4   |
| 19,6   | 15 à 29 ans  | 18,0   |
| 16,9   | - de 14 ans  | 15,5   |

#### Langue et religion
La langue la plus parlée est le français, avec 806 personnes (90,7 %). La deuxième langue est l'allemand (51 ou 5,7 %). Il y a 804 personnes suisses (90,4 %) et 85 personnes étrangères (9,6 %).
Sur le plan religieux, la communauté protestante est la plus importante avec 421 personnes (47,4 %), suivie des catholiques (273 ou 30,7 %). 127 personnes (14,3 %) n'ont aucune appartenance religieuse.

## Politique
Lors des élections fédérales suisses de 2011, la commune a voté à 25,17 % pour l'Union démocratique du centre. Les deux partis suivants furent le Parti socialiste suisse avec 24,50 % des suffrages et le Parti libéral-radical avec 22,40 %.
Lors des élections cantonales au Grand Conseil de mars 2011, les habitants de la commune ont voté pour le Parti socialiste à 28,78 %, l'Union démocratique du centre à 20,89 %, le Parti libéral-radical à 19,01 %, les Verts à 17,14 % et l'Alliance du centre à 14,18 %.
Sur le plan communal, Morrens est dirigé par une municipalité formée de 5 membres et dirigée par un syndic pour l'exécutif et un Conseil communal, composé de 35 élus, dirigé par un président et secondé par un secrétaire, pour le législatif.
Pour la législature 2021-2026, la Municipalité de Morrens est composée de Sandra Hulaas (syndique); Didier Beuchat, Lucien Laperrière, Frédéric Staehli et Frédéric Gex.

## Économie et développement
Jusqu'à la seconde moitié du XXe siècle, l'économie communale était principalement tournée vers l'agriculture et l'élevage qui ne représentent aujourd'hui plus qu'une part marginale des emplois locaux. Avec la croissance de la population depuis les années 1970, plusieurs petites et moyennes entreprises se sont installées sur place, en particulier dans les domaines de l'informatique, de l'électroménager et de l'électronique. Dans les dernières décennies, le village s'est développé avec la création de plusieurs zones résidentielles occupées par des personnes travaillant principalement dans la région lausannoise.
La commune de Morrens est membre du Schéma Directeur du Nord Lausannois.

## Patrimoine bâti
L'église d'origine médiévale, citée dès la première moitié du XIIIe siècle et anciennement dédiée à Saint-Maurice, a été transformée au XVIIe siècle, puis au XVIIIe siècle par Gabriel Delagrange (1715-1794). Elle a été restaurée en 1918. Le vitrail a été réalisé en 1925 par Louis Rivier (1885-1963).
Le château de Morrens, siège de l'administration communale, a été celui d'une seigneurie dès 1535. Il a été reconstruit en 1696 par la famille de Saussure.
La cure, maison natale du Major Abraham Davel (1670-1723), a elle aussi été reconstruite en 1780. La tour d'escalier a été construite entre 1900 et 1903.
Le temple, la cure et le château sont inscrits comme biens culturels d'importance régionale dans la liste cantonale dressée en 2009.

## Transports et circulation

### Transports publics
La commune dispose d'un arrêt de bus, Morrens VD, village.
La desserte principale est assurée par la ligne d'autobus n°54 des tl qui circule entre Renens VD, gare nord et Le Mont-sur-L., Grand-Mont de 6h00 à 21h00 environ tous les jours de la semaine. Des développements sont prévus avec un desserte en soirée dès le 30.06.2025 et un prolongement de la ligne jusqu'à Epalinges, Croisettes d'ici fin 2025. 
Les nuits du week-end et la veille des jours fériés, la ligne d'autobus n°60 des tl desserte Morrens VD, village de nuit et permet de relier Froideville, Laiterie ou Lausanne, gare.
La halte Les Ripes de la ligne R20 du LEB se trouve à 1,4 kilomètre du centre de Morrens mais n'est que difficilement accessible à pieds ou à vélo en raison du manque de liaisons adaptées.

Morrens fait partie de la Communauté tarifaire Mobilis Vaud. 

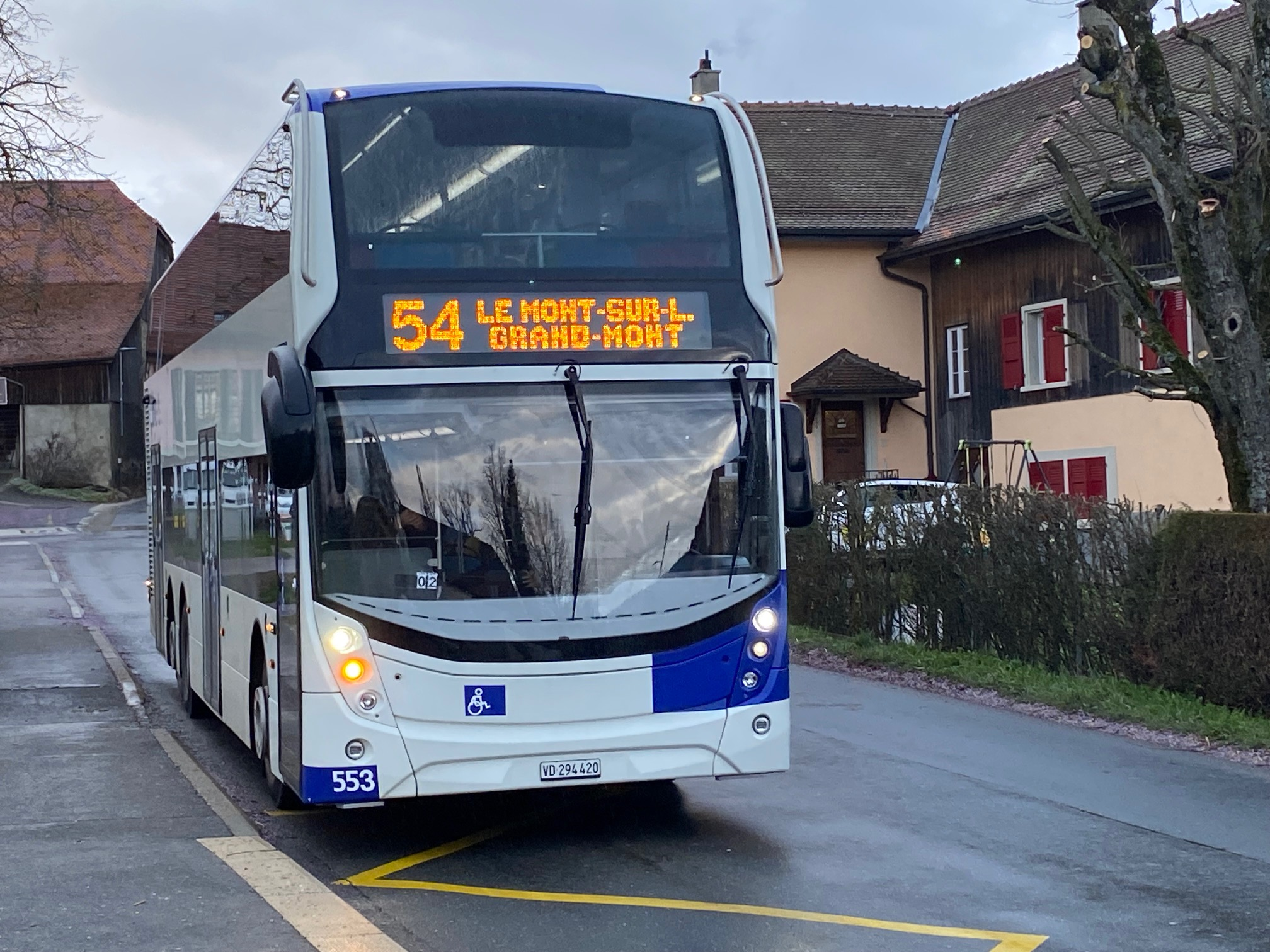
Passage d'un bus de la ligne 54 à Morrens

### Routes et problèmes de circulation

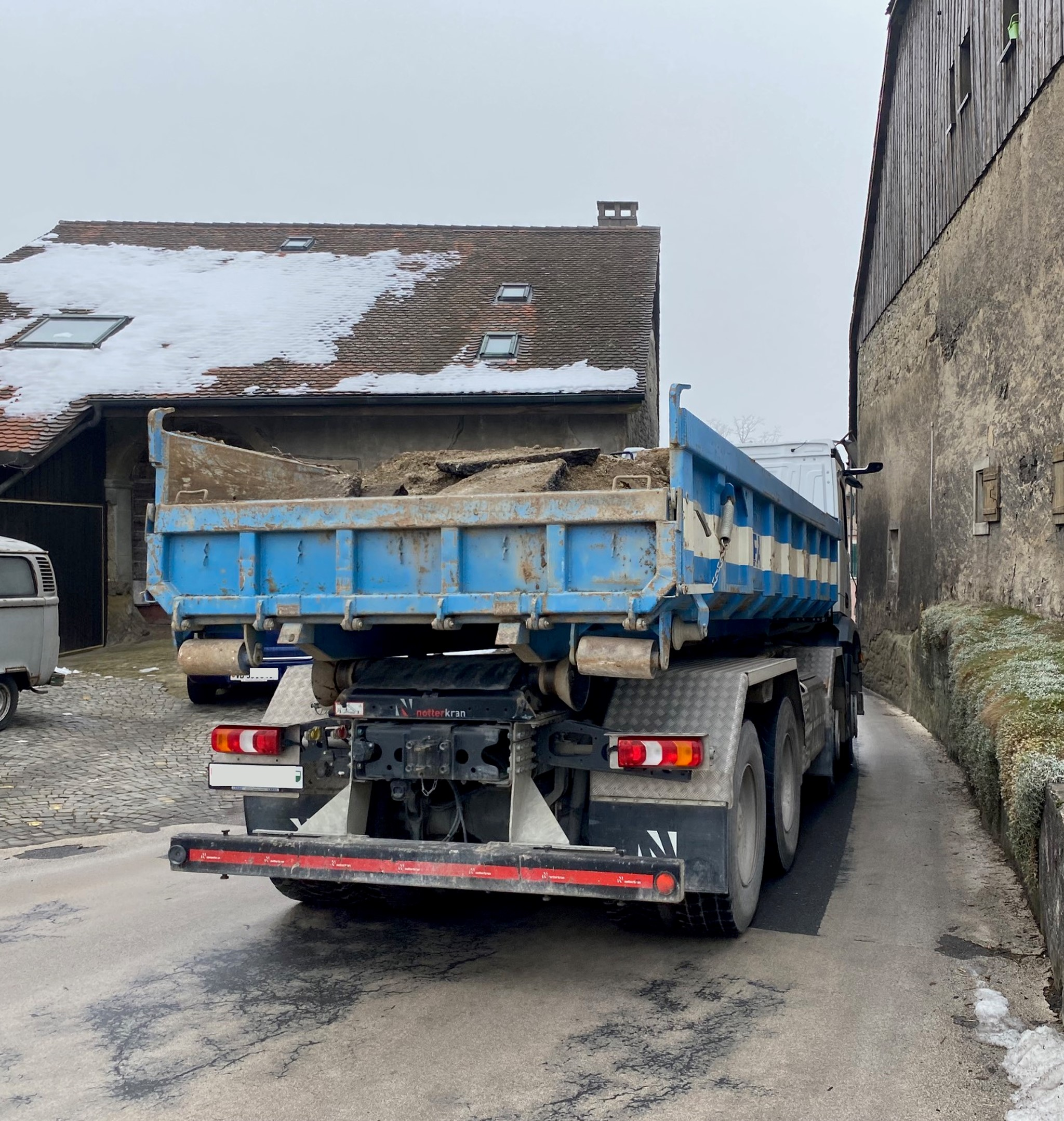
La traversée du "Goulet de Morrens" est compliquée pour les conducteurs et risquée pour les piétons en l'absence de trottoir.

Morrens est traversé et par la RC446 qui relie Cheseaux-sur-Lausanne à Cugy, il s'agit du seul axe permettant de relier l'est et l'ouest de l'agglomération entre Echallens et l'autoroute de contournement de Lausanne. Cette route a une fréquentation quotidienne de 7 600 véhicules environ selon la campagne de comptages 2021 de Lausanne Région. Au centre de la commune se trouve un goulet ne permettant pas le croisement entre deux véhicules, ce qui complique beaucoup la circulation et contraint régulièrement les conducteurs à effectuer des marches arrière. Un tel goulet sur une axe à fort trafic constitue une anomalie et présente un réel danger pour les piétons qui y transitent en raison de la proximité du trafic et des murs des bâtiments. Un projet de route de contournement existe depuis les années 1970 afin de délester le village du trafic de transit sans avoir été concrétisé à présent.
Le trafic de transit à travers Morrens est passé de 4 800 véhicules par jour en 2005 à 8 700 en 2022, soit une augmentation de plus de 80 % en 17 ans.

### Voiture en libre-service
Une station Mobility CarSharing est située à proximité de la Grande Salle depuis décembre 2022.

## Service postaux
L'office de poste de Morrens a fermé en 2013. Depuis, il est possible d'effectuer des opérations postales de base auprès d'un partenaire postal.

## Journal communal
Le journal communal La Feuille de l'Orme est édité quatre fois par année. Il est distribué gratuitement à tous les foyers de la commune. Une version en ligne est également disponible depuis le printemps 2023.

## Associations
La commune de Morrens compte de nombreuses associations, parmi lesquelles une fanfare, l'association blé et pain qui fait revivre le four à pain, une chorale et des paysannes vaudoises ainsi que des clubs de football, de pétanque, de gymnastique et une abbaye de tir sportif ainsi que la société de développement de Morrens-Orme la SODEMO. Chaque année se déroule le Carnaval de Morrens.

## Personnalités
- Le Major Davel est né le 20 octobre 1670 à Morrens.
- Le conseiller national socialiste Victor Ruffy y a été président du Conseil général et municipal de Morrens[37].
- L'animateur, producteur, journaliste et écrivain suisse Bernard Pichon réside à Morrens[38].